# 14953 Bevilacqua
14953 Bevilacqua è un asteroide della fascia principale. Scoperto nel 1996, presenta un'orbita caratterizzata da un semiasse maggiore pari a 2,3094018 au e da un'eccentricità di 0,1354869, inclinata di 5,72339° rispetto all'eclittica.
L'asteroide è dedicato all'ingegnere aerospaziale italiano Franco Bevilacqua.